# ادی ایستوود
ادی ایستوود (انگلیسی: Eddie Eastwood؛ ۷ ژانویه ۱۹۰۲ – ۱۵ ژوئیهٔ ۱۹۸۱) بازیکن فوتبال اهل بریتانیا بود.
از باشگاه‌هایی که در آن بازی کرده‌است می‌توان به باشگاه فوتبال کلیترو، باشگاه فوتبال نلسون، و باشگاه فوتبال مورکم اشاره کرد.